# 聖何塞 (聖克魯斯省)
聖何塞是玻利維亞的城鎮，位於該國中南部，由聖克魯斯省負責管轄，距離首府聖克魯斯26公里，海拔高度507米，每年平均降雨量約1,300毫米，2010年人口2,921。

## 外部連結
- Map of Andrés Ibáñez Province

17°56′S 63°21′W / 17.933°S 63.350°W